# 硫代磷酸酯
硫代磷酸酯（英語：organophosphorothioates）是一类有机磷化合物和有机硫化合物，其中磷酸基团的一个氧原子被硫原子取代，这一类化合物常用作杀虫剂，也有医疗等用途。
- 二乙氧膦酰硫胆碱，一种治疗青光眼的药物
- 氨磷汀，一种化疗药物
- 毒死蜱，一种杀虫剂
- 馬拉硫磷，一种杀虫剂